# زبان چها
زبان چها از زبانهای سامی رایج در کشور اتیوپی می باشد که در حدود چهارصد و چهل هزارتن گویشور دارد.زبان چها در زمینه زبانشناسی  زبانی شناخته شده است و به علت آواشناسی پیچیده و خاص خود مورد پژوهشهای آواشناسی زیادی قرار گرفته است.